# Mistrzostwa Świata w Lekkoatletyce 2013 – bieg na 5000 m kobiet
Bieg na 5000 metrów kobiet – jedna z konkurencji rozgrywanych podczas lekkoatletycznych mistrzostw świata na Łużnikach w Moskwie.
W zawodach (z powodu przerwy macierzyńskiej) nie wzięła udziału obrończyni tytułu mistrzowskiego z 2011 roku – Kenijka Vivian Cheruiyot.

## Terminarz
| Data        | Godzina |            |
| ----------- | ------- | ---------- |
| 14 sierpnia | 9:40    | Eliminacje |
| 17 sierpnia | 18:55   | Finał      |

## Statystyka

### Rekordy
Tabela prezentuje rekord świata, rekordy poszczególnych kontynentów, mistrzostw świata, a także najlepszy rezultat na świecie w sezonie 2013 przed rozpoczęciem mistrzostw.
|                            | Zawodnik          | Wynik    | Miejsce     | Data                      |
| -------------------------- | ----------------- | -------- | ----------- | ------------------------- |
| Rekord świata              | Tirunesh Dibaba   | 14:11,15 | Oslo        | 6 czerwca 2008(dts)       |
| Listy światowe             | Tirunesh Dibaba   | 14:23,68 | Saint-Denis | 6 lipca 2013(dts)         |
| Rekord mistrzostw świata   | Tirunesh Dibaba   | 14:38,59 | Helsinki    | 13 sierpnia 2005(dts)     |
| Rekord Afryki              | Tirunesh Dibaba   | 14:11,15 | Oslo        | 6 czerwca 2008(dts)       |
| Rekord Azji                | Jiang Bo          | 14:28,09 | Szanghaj    | 23 października 1997(dts) |
| Rekord Ameryki Północnej   | Molly Huddle      | 14:44,76 | Bruksela    | 27 sierpnia 2010(dts)     |
| Rekord Ameryki Południowej | Simone da Silva   | 15:18,85 | São Paulo   | 20 maja 2011(dts)         |
| Rekord Europy              | Lilija Szobuchowa | 14:23,75 | Kazań       | 19 lipca 2008(dts)        |
| Rekord Australii i Oceanii | Kimberley Smith   | 14:45,93 | Rzym        | 11 lipca 2008(dts)        |

### Listy światowe
Tabela przedstawia 10 najlepszych wyników uzyskanych w sezonie 2013 przed rozpoczęciem mistrzostw.
| lp. | Zawodniczka              | Wynik    | Data       | Miejsce     |
| --- | ------------------------ | -------- | ---------- | ----------- |
| 1.  | Tirunesh Dibaba          | 14:23,68 | 6 lipca    | Saint-Denis |
| 2.  | Almaz Ayana              | 14:25,84 | 6 lipca    | Saint-Denis |
| 3.  | Meseret Defar            | 14:26,90 | 19 czerwca | Oslo        |
| 4.  | Viola Kibiwot            | 14:33,48 | 19 czerwca | Oslo        |
| 5.  | Genzebe Dibaba           | 14:37,68 | 19 czerwca | Oslo        |
| 6.  | Margaret Wangari Muriuki | 14:40,48 | 19 czerwca | Oslo        |
| 7.  | Gelete Burka             | 14:42,07 | 6 lipca    | Saint-Denis |
| 8.  | Mercy Cherono            | 14:42,43 | 19 czerwca | Oslo        |
| 9.  | Buze Diriba              | 14:50:02 | 19 czerwca | Oslo        |
| 10. | Agnes Tirop Chebet       | 14:50,36 | 19 czerwca | Oslo        |

## Minima kwalifikacyjne
Aby zakwalifikować się do mistrzostw, należało wypełnić minimum kwalifikacyjne. Każdy komitet narodowy mógł zgłosić maksymalnie trzy zawodniczki do startu w tej konkurencji. Jedna z nich mogła mieć spełnione minimum B, pozostałe musiały wypełnić warunek A.
| Minimum A | Minimum B |
| --------- | --------- |
| 15:18,00  | 15:24,00  |

## Rezultaty

### Eliminacje
| Poz. | Bieg | Zawodniczka               | Reprezentacja                | Czas     | Uwagi |
| ---- | ---- | ------------------------- | ---------------------------- | -------- | ----- |
| 1.   | 2    | Meseret Defar             | Etiopia                      | 15:22,94 | Q     |
| 2.   | 2    | Buze Diriba               | Etiopia                      | 15:23,41 | Q     |
| 3.   | 2    | Viola Kibiwot             | Kenia                        | 15:24,47 | Q     |
| 4.   | 2    | Jelena Nagowicyna         | Rosja                        | 15:26,95 | Q     |
| 5.   | 2    | Kim Conley                | Stany Zjednoczone            | 15:27,35 | Q     |
| 6.   | 2    | Karoline Bjerkeli Grøvdal | Norwegia                     | 15:29,41 | q     |
| 7.   | 2    | Susan Kuijken             | Holandia                     | 15:34,31 | q     |
| 8.   | 1    | Mercy Cherono             | Kenia                        | 15:34,70 | Q     |
| 9.   | 1    | Almaz Ayana               | Etiopia                      | 15:34,93 | Q     |
| 10.  | 2    | Jackie Areson             | Australia                    | 15:40,21 | q     |
| 11.  | 1    | Molly Huddle              | Stany Zjednoczone            | 15:40,91 | Q     |
| 12.  | 2    | Dolores Checa             | Hiszpania                    | 15:43,73 | q     |
| 13.  | 2    | Dominika Nowakowska       | Polska                       | 15:45,10 | q     |
| 14.  | 1    | Shannon Rowbury           | Stany Zjednoczone            | 15:50,41 | Q     |
| 15.  | 1    | Tejitu Daba               | Bahrajn                      | 15:56,74 | Q     |
| 16.  | 1    | Almensch Belete           | Belgia                       | 16:03,03 |       |
| 17.  | 1    | Sophie Duarte             | Francja                      | 16:05,14 |       |
| 18.  | 1    | Betlhem Desalegn          | Zjednoczone Emiraty Arabskie | 16:13,27 |       |
| 19.  | 1    | Misaki Onishi             | Japonia                      | 16:16,52 |       |
| 20.  | 1    | Carolina Tabares          | Kolumbia                     | 16:22,81 |       |
| 21.  | 2    | Giuli Dekanadze           | Gruzja                       | 17:57,39 | SB    |
| 22 ! | 1    | Margaret Wangari Muriuki  | Kenia                        | DNF      |       |

### Finał
| Poz. | Zawodniczka               | Reprezentacja     | Czas     | Uwagi |
| ---- | ------------------------- | ----------------- | -------- | ----- |
| 01 ! | Meseret Defar             | Etiopia           | 14:50,19 |       |
| 02 ! | Mercy Cherono             | Kenia             | 14:51,22 |       |
| 03 ! | Almaz Ayana               | Etiopia           | 14:51,33 |       |
| 4.   | Viola Kibiwot             | Kenia             | 15:01,67 |       |
| 5.   | Buze Diriba               | Etiopia           | 15:05,38 |       |
| 6.   | Molly Huddle              | Stany Zjednoczone | 15:05,73 |       |
| 7.   | Shannon Rowbury           | Stany Zjednoczone | 15:06,10 | SB    |
| 8.   | Susan Kuijken             | Holandia          | 15:14,70 |       |
| 9.   | Jelena Nagowicyna         | Rosja             | 15:24,83 |       |
| 10.  | Dolores Checa             | Hiszpania         | 15:30,42 |       |
| 11.  | Tejitu Daba               | Bahrajn           | 15:33,89 |       |
| 12.  | Kim Conley                | Stany Zjednoczone | 15:36,58 |       |
| 13.  | Karoline Bjerkeli Grøvdal | Norwegia          | 15:48,87 |       |
| 14.  | Dominika Nowakowska       | Polska            | 15:58,26 |       |
| 15.  | Jackie Areson             | Australia         | 16:08,32 |       |